# Pedro Cruz Villalón
Pedro Alfonso Cruz Villalón (Sevilla, 25 de mayo de 1946) es un jurista español.

## Biografía
Pedro Cruz estudió Derecho en la Universidad de Sevilla, donde se licenció en 1968. En 1975 obtuvo el doctorado en la misma universidad, tras cursar estudios de posgrado entre 1969 y 1971 en la Universidad de Friburgo (Alemania). Entre 1978 y 1986 fue profesor adjunto de Derecho político en la Universidad de Sevilla, año en el que obtuvo la cátedra de Derecho constitucional.
Fue letrado del Tribunal Constitucional entre 1986 y 1987, accediendo finalmente al mismo en calidad de magistrado en 1992, y presidiendo el órgano entre 1998 y 2001. Tras una estancia de un año como fellow del Instituto de Estudios Avanzados de Berlín (2001-2002), desempeñó la cátedra de Derecho constitucional de la Universidad Autónoma de Madrid, hasta su incorporación, el 30 de noviembre de 2009, como abogado general del Tribunal de Justicia de la Unión Europea, cargo en el que se mantiene en la actualidad.
Entre 2004 y 2009 fue, igualmente, consejero de Estado electivo, y desde 2011 es miembro del Consejo Económico y Social.
Entre sus muchos honores y distinciones, destacan la gran cruz de la Orden de Carlos III, la Medalla de la Orden del Mérito Constitucional y su nombramiento como Hijo Predilecto de Andalucía.

## Publicaciones
- El estado de sitio y la constitución: la constitucionalización de la protección extraordinaria del Estado (1789-1878). Centro de Estudios Constitucionales, Madrid 1980, ISBN 84-259-0637-7.
- Estados excepcionales y suspensión de garantías. Tecnos, Madrid 1984, ISBN 84-309-1089-1.
- La formación del sistema europeo de control de constitucionalidad (1918-1939). Centro de Estudios Constitucionales, Madrid 1987, ISBN 84-259-0767-5.
- La curiosidad del jurista persa, y otros estudios sobre la Constitución. Centro de Estudios Políticos y Constitucionales, Madrid 1999, ISBN 84-259-1100-1.
- La Constitución inédita. Estudios ante la constitucionalización de Europa. Editorial Trotta, Madrid 2004, ISBN 84-8164-735-7.

| Predecesor: Álvaro Rodríguez Bereijo | Presidente del Tribunal Constitucional 1998-2001 | Sucesor: Manuel Jiménez de Parga |